# Rossoszyca
Rossoszyca is een plaats in het Poolse district  Sieradzki, woiwodschap Łódź. De plaats maakt deel uit van de gemeente Warta en telt 570 inwoners.